# Hey Baby (Drop It to the Floor)
"Hey Baby (Drop It to the Floor)" là một ca khúc của nam ca sĩ nhạc rap người Mỹ Pitbull hợp tác với T-Pain. Đây là đĩa đơn đầu tiên từ album phòng thu thứ sáu của Pitbull, Planet Pit, và được phát hành vào ngày 14 tháng 9 năm 2010. Ca khúc được sáng tác bởi Armando C. Pérez, Faheem Najm, Sandy Wilhelm, còn việc sản xuất được giao cho Sandy Vee. "Hey Baby (Drop It to the Floor)" có sử dụng một đoạn nhạc mẫu trong ca khúc "Push It" của Salt-N-Pepa.

## Đánh giá chuyên môn
Amar Toor từ trang Aol Radio Blog nói rằng, ca khúc này là "một nhịp điệu rộn ràng với các nhịp đập điện tử. [...] Và như mọi khi, T-Pain đặt một dấu ấn không thể xóa nhòa của chính mình vào bài hát, với việc chỉnh giọng bằng Auto-Tuned, khi anh hát: "Hey Baby – you can be my girl I can be your man / And we can pump this jam however you want."."

## Video âm nhạc
Theo như một cuộc phỏng vấn của Pitbull trên MTV News, video âm nhạc cho "Hey Baby (Drop It to the Floor)" được quay tại Miami. Video được đăng tải trên kênh VEVO chính thức của Pitbull vào ngày 5 tháng 11 năm 2010. Trong video, Pitbull và T-Pain xuất hiện trên một sàn nhảy của một câu lạc bộ. Cho tới nay, video đã đạt được tới 117 triệu lượt xem.

## Danh sách ca khúc
- Đĩa đơn CD ở Đức[5]

1. "Hey Baby (Drop It to the Floor)" (Album Version) – 3:54
2. "Hey Baby (Drop It to the Floor)" (Radio Edit) – 3:24

- EP Remix kỹ thuật số

1. Hey Baby (AJ Fire Remix) (remixed by Afrojack) - 4:23
2. Hey Baby (Sidney Samson Remix) - 5:48
3. Hey Baby (Alvaro Remix) - 5:33
4. Hey Baby (Big Syphe Remix) - 5:31
5. Hey Baby (Kassiano's Brazilian Tribal Mix) - 5:29
6. Hey Baby (MK Dub) - 5:44

## Tham gia thực hiện
- Sáng tác – Armando C. Pérez, T-Pain, Sandy Vee
- Sảng xuất, nhạc cụ và phối khí – Sandy Vee
- Thu âm giọng hát Pitbull – Al Burna
- Thu âm giọng hát T-Pain – Javier Valverde

Thông tin được lấy từ ghi chú album Planet Pit.

## Xếp hạng và chứng nhận
"Hey Baby (Drop It to the Floor)" ra mắt tại vị trí #51 trên bảng xếp hạng Billboard Hot 100 và leo lên một cách từ từ trong mười tám tuần liên tiếp để đạt được vị trí cao nhất là #7, trở thành đĩa đơn thứ ba của Pitbull lọt vào Top 10. Đây cũng là đĩa đơn thứ tám mà T-Pain đóng vai trò làm nghệ sĩ hợp tác được lọt vào Top 10, và nếu tính chung thì là đĩa đơn thứ mười chín. Vào tháng 5 năm 2011, ca khúc đã cán mốc hai triệu lượt tải kỹ thuật số, trở thành đĩa đơn thứ hai của Pitbull đạt được thành tích này, sau "I Know You Want Me (Calle Ocho)".
| Bảng xếp hạng (2010–11)              | Vị trí cao nhất |
| ------------------------------------ | --------------- |
| Úc (ARIA)                            | #               |
| Áo (Ö3 Austria Top 40)               | 22              |
| Bỉ (Ultratop 50 Flanders)            | 24              |
| Bỉ (Ultratop 50 Wallonia)            | 21              |
| Canada (Canadian Hot 100)            | 10              |
| Cộng hòa Séc (Rádio Top 100)         | 8               |
| Đan Mạch (Tracklisten)               | 19              |
| Phần Lan (Suomen virallinen lista)   | 4               |
| Pháp (SNEP)                          | 24              |
| Đức (GfK)                            | 24              |
| Hungary (Rádiós Top 40)              | 14              |
| Ireland (IRMA)                       | 21              |
| New Zealand (Recorded Music NZ)      | 23              |
| Ba Lan (Dance Top 50)                | 10              |
| Scotland (OCC)                       | 31              |
| Thụy Điển (Sverigetopplistan)        | 17              |
| Thụy Sĩ (Schweizer Hitparade)        | 21              |
| Anh Quốc R&B (OCC)                   | 4               |
| Anh Quốc (OCC)                       | 14              |
| Hoa Kỳ Billboard Hot 100             | 7               |
| Hoa Kỳ Pop Airplay (Billboard)       | 5               |
| Hoa Kỳ Hot Rap Songs (Billboard)     | 8               |
| Hoa Kỳ Adult Pop Airplay (Billboard) | 36              |
| Hoa Kỳ Hot Latin Songs (Billboard)   | 26              |
| Hoa Kỳ Latin Pop Songs (Billboard)   | 23              |

| Bảng xếp hạng (2010)     | Vị trí |
| ------------------------ | ------ |
| Australian Singles Chart | 61     |

| Bảng xếp hạng (2011)    | Vị trí |
| ----------------------- | ------ |
| French Singles Chart    | 74     |
| German Singles Chart    | 95     |
| Hungarian Airplay Chart | 61     |
| Swiss Singles Chart     | 66     |
| US Billboard Hot 100    | 39     |

| Quốc gia  | Chứng nhận  |
| --------- | ----------- |
| Úc        | 2× Bạch kim |
| Thụy Điển | Vàng        |

## Liên kết khác
- Hey Baby (Drop It To The Floor) ft. T-Pain trên YouTube

Bản mẫu:T-Pain